# Sváiczer Gábor
Aranyidkai Sváiczer Gábor (névváltozatok: Švajczer, Schweitzer, Svajczer, Kassa, 1784. június 11. – Nagybánya, 1845. augusztus 4.) bányamérnök, geológus, főkamaragróf.